# Dungass
Dungass es una comuna rural de Níger, chef-lieu del departamento homónimo en la región de Zinder. En 2012 tenía una población de 127 757 habitantes, de los cuales 64 237 eran hombres y 63 520 eran mujeres.
El pueblo tiene su origen en la vecina localidad de Takey, actualmente pedanía de la comuna, que a principios del siglo XIX se convirtió en una de las capitales de un estado llamado Sossébaki, junto a Mirriah y Wacha. En sus primeros años Sossébaki fue gobernada de forma independiente por Dam Barara, un líder hausa procedente de Bornu, pero tras su muerte en 1841 pasó a ser un señorío vasallo del sultán de Zinder. Dungass fue fundado en la segunda mitad del siglo XIX por Mayaki, uno de los líderes locales de Takey. Actualmente la localidad está habitada principalmente por los hausas de Sossébaki, que se dedican a la agricultura de regadío, mientras que en el territorio de la comuna viven fulanis que se dedican al pastoreo.
La localidad se ubica unos 70 km al sureste de la capital regional Zinder, a unos 30 km de la frontera con la localidad nigeriana de Maigatari sobre la carretera RN13.